# Аврутина, Аполлинария Сергеевна
Аполлина́рия Сергеевна Авру́тина (род. 20 октября 1979, Ленинград, РСФСР, СССР) — российский тюрколог, востоковед, лингвист, литературный переводчик, общественный деятель.

## Биография
Дочь кинопродюсера Сергея Аврутина.
В юности собиралась стать оперной певицей, обучалась в Санкт-Петербургской государственной консерватории по классу вокала у И. П. Богачевой. Окончила в 2002 году Санкт-Петербургский государственный университет, восточный факультет, кафедру тюркской филологии. C 2000 по 2006 год преподавала турецкий язык студентам филологического и восточного факультетов СПбГУ. В 2007—2008 году занималась исследованиями турецкой литературы при Институте восточных культур Колумбийского университета (MEALAC), а также обучалась в Columbia University School of Continuing Education. Директор Центра исследований современной Турции Санкт-Петербургского государственного университета.
В 2022 году поддержала вторжение России на Украину, подписав «Обращение к Президенту Российской Федерации сотрудников Санкт-Петербургского государственного университета».

## Научная деятельность
В 2005 году под руководством профессора В. Г. Гузева защитила кандидатскую диссертацию по теме «Опыт реконструкции фонологической системы языка древнетюркских рунических памятников», за которую в том же году была награждена премией «За научные труды молодым ученым СПбГУ», а также объявлена победителем конкурса молодых ученых Правительства Санкт-Петербурга.
Профессор Восточного факультета СПбГУ. В 2020 году под руководством профессора В. Б. Касевича защитила докторскую диссертацию по теме «Фонология и морфонология агглютинативных языков в диахронической перспективе (на материале тюркских литературных языков Малой Азии XIII—XX вв.)». Лауреат премии Санкт-Петербургского государственного университета «За учебно-методическую работу» за 2021 год.
Сфера научных интересов — тюркская лингвистика (тюркская фонология), ближневосточное (тюркское) литературоведение и культурология, международное право. Автор более 80 научных публикаций.

## Творческая деятельность
Помимо научной деятельности, является литературным переводчиком с турецкого языка. Член Союза писателей Санкт-Петербурга. Член Большого жюри литературной премии Национальный бестселлер. Среди произведений турецкой литературы, переведенных на русский язык, — романы крупнейших современных турецких писателей, таких, как Орхан Памук, Назым Хикмет, Зюльфю Ливанели, Сабахаттин Али, Бильге Карасу, Ахмед Хамди Танпынар, Перихан Магден, поэт Атаол Бехрамоглу. Перевод «Других цветов» О.Памука получил высокую оценку и был выбран экспертами Time Оut Russia одним из трех лучших переводов 2008 года. С 2008 года сотрудничает в качестве колумниста и литературного обозревателя с крупными литературными и культурными журналами России и Турции. Активно занимается продвижением турецких писателей в России, а русских — в Турции. Является постоянным переводчиком произведений лауреата Нобелевской премии Орхана Памука на русский язык.
Соавтор сценария документального фильма режиссёра А.Авилова «Потерянный город Орхана Памука» (Телеканал «Культура», 2012). Лауреат международного конкурса переводов тюркоязычной поэзии «Ак Торна» (2012) и литературной премии «Ясная Поляна» (2016).

## Премии
- 2012 — Лауреат международного конкурса переводов тюркоязычной поэзии «Ак Торна»[18]
- 2016 — Литературная премия «Ясная поляна» — за перевод книги Орхана Памука «Мои странные мысли»[19]
- 2018 — Премия Союза писателей Турции, Балкан и Северного Кипра (KIBATEK) за вклад в продвижение турецкого языка и литературы, а также за совокупность литературных трудов.[20]
- 2021 — лауреат премии Правительства Санкт-Петербурга за выдающиеся достижения в области высшего образования и среднего профессионального образования в 2021 году в номинации «Учебно-методическое обеспечение учебного процесса, направленное на повышение качества подготовки специалистов»[21]

## Высказывания
- Об ученом-тюркологе Ахмет Заки Валиди и просьбах вернуть памятник в Башкортостан.[22] После сноса бюста А.-З. Валиди со двора СПбГУ заявляла, что «на момент установки памятника в открытых источниках имелось опубликованная на русском языке информация о достаточном количестве архивных сведений о неоднозначной политической деятельности ученого и его неоднозначных политических взглядах, которые, к сожалению толкнули его к сотрудничеству с нацистской Германией в годы Второй мировой войны», и что «университет вряд ли будет возвращать памятник в Башкирию, потому что памятник — это ценный подарок наших друзей, а возвращать подарки противоречит нашим традициям — традициям СПбГУ».[23]

## Переводы и публикации
- Памяти Бесланской трагедии. Стихотворения Сабахаттина Али // Вестник Санкт-Петербургского государственного университета. — 2005. — № 19 (3709) (15 сентября). — С. 22.
- Переводы стихотворений Сабахаттина Али («Кипарис», «Горы») и Джахита Кюлеби («Повесть») // О Востоке, о любви. Стихи восточников и востоковедов к 150-летию Восточного факультета. — СПб : Тип. изд-ва СПбГУ, 2005. — С. 7—8.
- Орхан Памук. Снег. — СПб.: Амфора, 2006. — 544 с. — ISBN 978-5-367-00333-8.
- Орхан Памук. Новая жизнь. — СПб.: Амфора, 2007. — 352 с. — ISBN 978-5-367-00390-1.
- Орхан Памук. Дом тишины. — СПб.: Амфора, 2007. — 480 с. — ISBN 978-5-367-00526-4.
- Орхан Памук. Другие цвета. — СПб.: Амфора, 2008. — 536 с. — ISBN 978-5-367-00688-9.
- Перихан Магден. Убийство мальчиков-посыльных. — М.: Livebook, 2008. — 208 с. — ISBN 978-5-9689-0154-5.
- Орхан Памук. Музей Невинности. — СПб.: Амфора, 2009. — 608 с. — ISBN 978-5-367-01098-5.
- Сабахаттин Али. Мадонна в меховом манто. — М.: Ад Маргинем, 2010. — 256 с. — ISBN 978-5-91103-088-9. (перевод в соавторстве с А. И. Пылевым)
- Бильге Карасу. Сад умерших котов. — СПб.: Амфора, 2010. — 318 с. — ISBN 978-5-367-01247-7.
- Перихан Магден. Компаньонка. — М.: Livebook, 2011. — 240 с. — ISBN 978-5-904584-20-7.
- Ахмед Хамди Танпынар и его роман «Покой». Часть первая. Ихсан. (отрывок из романа) // Консул. — 2012. — № 3 (30). — С. 90—93.
- Орхан Памук. Поцелуи в Венеции. Эссе. Посвящается русским женщинам и наступившей весне // Московский комсомолец. — 2012. — 6 марта.
- Собственные стихотворения и стихотворные переводы // «Аль-Манах». Поэзия и проза востоковедов. — СПб, 2013. — Т. 4. — С. 101—106.
- Орхан Памук. Мой скромный манифест для всех музеев // Новая газета. — 2013. — 22 апреля.
- Назым Хикмет. Жизнь прекрасна, братец мой!. — СПб.: Лимбус-пресс, 2013. — 256 с. — ISBN 978-5-8370-0642-5.
- Орхан Памук. Воспоминания об общественной площади // Московский комсомолец. — 2013. — 6 июня.
- «Две девчонки» Перихан Магден. Утро Леман-ханым (отрывок из романа) // Консул. — 2014. — № 2 (37). — С. 92—93.
- Стихотворения турецких поэтов. Атаол Бехрамоглу и Шереф Бильсель. Литературный перевод // Северная Аврора. — 2014. — № 20. — С. 75—76.
- Демет Алтынйелеклиоглу. Хюррем, наложница из Московии. — СПб.: Лимбус-пресс, 2015. — 488 с. — ISBN 978-5-8370-0717-0.
- Орхан Памук. Мои странные мысли. — СПб.: Азбука, 2016. — 576 с. — ISBN 978-5-389-08962-4.
- Орхан Памук. Рыжеволосая женщина. — СПб.: Азбука, 2016. — 304 с. — ISBN 978-5-389-11370-1.
- Зюльфю Ливанели. История моего брата. — М.: Эксмо, 2018. — 352 с. — ISBN 978-5-04-088870-2.
- Ахмед Хамди Танпынар. Покой. — М.: Ad Marginem, 2018. — 480 с. — ISBN 978-5-91103-408-5. Архивировано 22 октября 2018 года.
- Нермин Безмен. Курт Сеит и Шура. — СПб.: Лимбус Пресс, 2019. — 432 с. — ISBN 978-5-8370-0873-3.
- Нермин Безмен. Курт Сеит и Мурка. — СПб.: Лимбус Пресс, 2020. — 448 с. — ISBN 978-5-8370-0756-9.
- Дело под Иканом // ГодЛитературы.РФ. — 2020. — 17 июля.
- Шадийе Османоглу. Мой отец Абдул-Хамид, или Исповедь дочери последнего султана Османской империи. — СПб.: Лимбус Пресс, 2021. — 228 с. — ISBN 978-5-8370-0786-6.
- Юнус Эмре. Избранное. — Анкара: Институт Юнуса Эмре, 2022. — ISBN 978-625-8458-29-9.
- Ахмет Алтан. Мадам Хаят. — СПб.: Поляндрия No Age, 2023. — 255 с. — ISBN 978-5-6048274-8-2.
- Лиз Бехмоарас. Время любить. — Москва: Книжники, 2023. — 400 с. — ISBN 978-5-906999-96-2.